# Корєнєва Олена Олексіївна
Олена Олексіївна Корєнєва (нар. 3 жовтня 1953, Москва, РРФСР) — радянська і російська акторка театру і кіно, літератор, сценарист, кінорежисер. Лауреат міжнародних кінофестивалів (за роль у фільмі «Ася») та кінопремії «Ніка» за «Найкращу жіночу роль другого плану» (за 2016 і 2018 роки).

## Життєпис
Народилася в родині відомого радянського кінорежисера Корєнєва Олексія Олександровича. Мати — Корєнєва (Константинова) Наталія Андріївна, багато років пропрацювала асистентом режисера по акторах на кіностудії «Мосфільм». В отроцтві Олена мріяла стати балериною, бо на неї мали вплив балетні ролі, які створила Галина Уланова. Серед улюблених книжок цього періоду — твір Уланової «Жила була дівчинка». Але молоду Коренєву в балетну школу Большого театру не прийняли. Батьки порадили займатися англійською. І слухняна дочка закінчила англійську спецшколу, плануючи займатися перекладами з англійської.
У 1970 році, під час створення батьком кінострічки «Вас викликає Таймир» (за однойменною п'єсою К. Ісаєва і О. Галича), розпочалися пошуки акторки на головну роль. Друзі родини запропонували батькам спробувати на цю роль їх дочку, яка на той час була всього лише школяркою, у 16-річному віці. Батьки довго вагалися, чи є сенс пускати дочку в спокусливий і жорстокий світ кіновиробництва. Але вирішили зробити спробу. Олена була затверджена на головну роль. Трохи кумедна, щира, мрійлива дівчинка несподівано стала черговим типом — образом нового дівоцтва. Картина мала успіх, хоча розпочався політичний тиск на кіноколектив. Адже сценарист фільму, Олександр Галич, емігрував за кордон.
Після закінчення школи Олену прийняли в театральне училище. Спочатку це було умовне зарахування, але уперта дівчина довела власне право на студентство. У 1974 році, ще будучи студенткою, зіграла головну роль Тані в культовому фільмі режисера Андрія Міхалкова-Кончаловського «Романс про закоханих», який приніс їй величезний успіх і глядацьку любов. В 1974 р. на Міжнародному кінофестивалі в Карлових Варах фільм був удостоєний премії «Кришталевий глобус».
У 1975 році закінчила Театральне училище ім. Б. Щукіна. Її дипломна робота — головна роль Джульєти Капулеті в виставі «Ромео і Джульєтта». Пізніше акторка згадувала цю роль з вдячністю, бо дозволила їй зрости, сміцніти як акторській особі на чудовому драматургічному матеріалі. Досвід ролі Джлульєтти згодився пізніше і при створенні ролі тургенєвської героїні у кінострічці «Ася».
По закінченні Театрального училища, у 1975–1977 роках була акторкою Московського театру «Современник» (грала в спектаклях «Принцеса і дроворуб» (перша режисерська робота Олега Даля спільно з Галиною Волчек), «Чотири краплі», «Валентин і Валентина», «І піду, і піду!..», «Сон смішної людини», «Вічно живі» та ін.), в 1977–1979 роках — акторка Московського драматичного театру на Малій Бронній (грала в спектаклях видатного режисера Анатолія Ефроса: «Веранда в лісі», «Місяць у селі», «Продовження Дон Жуана»).
Але була не менш затребувана тогочасним кіно, бо до неї була зацікавленість від різник кінорежисерів. Наприкінці 1970-х з нею працювали Йосип Хейфиц, Марк Захаров, Ігор Масленніков. В феєричному фільмі Захарова «Той самий Мюнхгаузен» Коренєва зіграла роль коханої дивакуватого німця і фантазера Мюнхаузена, ставши справжньою опорою діячу, незрозумілому ні у власній родині, ні у суспільстві.
Дещо зверненням до молоденьких героїнь перших кінострічок була роль Анни Ярославни, князівської доньки Ярослава Мудрого, якій судилося стати шостою королевою Франції. В кінофільмі Ігоря Масленнікова «Ярославна, королева Франції» героїня Коренєвої, веселе київське дівчисько, пройде не один, а два важких шляхи — географічно довгий шлях до Франції і болючий шлях власного дорослішання — після зіткнень з чужинською культурою, після зіткнень з чужим коханням, після полону, звільнення.
На початку 80-х до популярної кіноакторки простягло свої руки КДБ. Вона знала англійську, спілкувалася з іноземцями, була однією з небагатьох радянських акторок, яким КДБ дозволяв виїзди за залізну завісу СРСР. Коренєва відхиляла пропозиції КДБ, бо пам'ятала про сталінські репресії, пам'ятала про діда, розстріляного у 1937-му, про бабцю, яку засудили до двадцяти двох років ув'язнення в радянський таборах для членів родин «ворогів народу». На хвилі еміграції знайомих Олени за кордон і вона вирішила покинути СРСР, що котився у прірву політичної кризи. Олена вийшла заміж за американського професора і поліглота Kevin Moss. Радянський ОВІР декілька разів затримував видачу їй закордонної візи. Але Олена була наполегливою і у вересні 1982 року, в розквіті акторської кар'єри, емігрувала у Сполучені Штати.
Жила з чоловіком Кевіном Моссом, громадянином США, славістом, викладачем російської мови і літератури (який викладав в різних вишах) в університетських містах, відвідувала різні освітні курси, вивчала французьку мову. Для кращої адаптації та матеріальної свободи влаштувалася працювати в кафетерій.

Шлюб з Кевіном таки розпався і Олена перебралася до Нью-Йорку. Серед випробувань нью-йоркського періоду життя — праця у ресторані «Російський самовар», одного з центрів російськомовної культури у США, — підприємства, власниками якого були емігранти з СРСР — Роман Каплан, балетний танцівник світового рівня Михайло Баришніков та російський поет-вигнанець, майбутній нобелевський лауреат Йосип Бродський. Пізніше працювала в Лос-Анджелесі (артдилер — в одній з галерей) та в Сан-Франциско.
Залишаючись громадянкою СРСР, протягом 3,5 років не мала можливості приїхати на Батьківщину, щоб зустрітися з рідними, оскільки радянські органи відмовляли їй. Відвідати Москву, отримавши довгоочікуваний дозвіл, їй вдалося лише навесні 1986 року. У 1988–1989 роках акторка також приїжджала в СРСР і виконала ролі в декількох вітчизняних картинах.
За період 11-річної еміграції знялася також в кількох американських фільмах (1984 — «Коханці Марії», 1989 — «Гомер і Едді», 1993 — «В'язень часу») і почала писати автобіографічну прозу.
У 1993 році Олена Коренєва повернулася в Росію. Живе в Москві, грає у виставах, знімається в кіно і телесеріалах, а також бере участь в телепередачах.
У 1995–1997 роках працювала за контрактом в Московському драматичному театрі ім. К. С. Станіславського.
У 1999 році закінчила Вищі режисерські курси (експериментальний однорічний курс, майстерня Олександра Мітти). За власними сценаріями створила дві короткометражні кінокартини: «Ноктюрн Шопена» та «Люся і Гриша».
За свою багату творчу біографію працювала з багатьма видатними акторами й режисерами, створила безліч яскравих, незабутніх образів у кіно та театрі («Вишневий сад», «Сентиментальний роман», «Сибіріада», «Ася» (удостоєна премій за найкращу жіночу роль на трьох міжнародних кінофестивалях), «Ранковий обхід», «Ярославна, королева Франції», «Той самий Мюнхгаузен», «Ідеальний чоловік», «Цезар і Клеопатра», «Покровські ворота», «Комедія про Лісістрату», «Пастка для самотнього чоловіка» та ін.)
Після повернення до Росії грала в спектаклях: «Лу (і Фріц, і Райнер, і професор)» Девіда Джорджа (моноспектакль), «Тачка во плоті» П. Гладиліна (антреприза), «Парія» А. Стріндберга і «Одруження» М. В. Гоголя (Театр ім. К. С. Станіславського), «Доброго ранку, кохана!» или «Кофе с Бибо» п'єса і постановка А. Ташкова (антреприза), «Близько любові» О. Коровкіна (антреприза), «Кармен. Ісход» (постановка А. Жолдака, Театр Націй).
Серед цікавих театральних ролей акторки — Медея у виставі з галасливою славою «Москва. Психо» в театрі «Школа сучасної п'єси» (реж. Андрій Жолдак). У 2009 році за цю роль акторка була номінована на глядацьку премію «Зірка театрала» («За найкраще соло») журналу «Театрал» та ВД «Нові Вісті».
Знялася у низці картин українських кіностудій: «Глибокі родичі» (1980, Одеська кіностудія, реж. С. Ашкеназі), на кіностудії ім. Довженка — «Яблуко на долоні» (1981, реж. М. Рашеєв), «Інспектор Лосєв» (1982, реж. Олег Гойда); також, в серіалах «Мертвий, живий, небезпечний» (2006, Україна) і «Подвійне життя» (2013, Україна); в російсько-українських проектах — серіалі «Сестри по крові» (2006, Україна—Росія), фільмі «Рік золотої рибки» (2007, Україна—Росія), «Шуша» (2020, т/с), «Рідна мачуха» (2021, т/с) та ін.
Брала участь в роботі кінофестивалю «Амурська осінь — 2009» в складі професійного журі.
У 2010 році була членом Великого міжнародного жури кінофестивалю «Листопад» в Мінську (Білорусь).
У 2015 році акторка в складі журі брала участь у роботі VIII Відкритого Всеросійського фестивалю документальних фільмів «Сіль землі» в Самарі (14—18.09.2015).
У 2017 році працювала в складі журі XI Міжнародного кінофестивалю ім. Андрія Тарковського «Дзеркало» (13-18 червня 2017, в Іванівській області: Іваново, Плес, Юр'євець, Кинешма).
Олена Корєнєва знялася більш ніж у вісімдесяти кінокартинах, телефільмах і серіалах, працювала на записах аудіокниг і радіоспектаклів, є автором трьох опублікованих книг.

## Фестивалі та премії
- За роль Асі в фільмі «Ася» (1977):
  - 1978 — МКФ в м. Таорміна: Приз за найкращу жіночу роль[7]
  - Міжнародний кінофестиваль романтичних фільмів у м. Кабур-1983 (Франція): Головні призи «Золотий леопард» — фільму і акторці Олені Корєнєвій[8]
- 2017 — Національна кінематографічна премія Росії «Ніка» за 2016 рік: Приз у номінації «Найкраща жіноча роль другого плану» в фільмі «Її звали Муму» (2015)[9]
- 2019 — Національна премія кінокритики та кінопреси «Білий слон» за 2018 рік: Приз у номінації «Найкраща жіноча роль другого плану» в фільмі «Ван Гоги» (2018, реж. С. Лівнєв)[10]
- 2019 — XXXII Національна кінематографічна премія Росії «Ніка» за 2018 рік: Приз у номінації «Найкраща жіноча роль другого плану» в фільмі «Ван Гоги» (2018, реж. С. Лівнєв)[11]

Номінації:
- 2009 — Номінація на глядацьку премію «Зірка театрала» («За найкраще соло») журналу «Театрал» та ВД «Нові Вісті» за роль Медеї у виставі  «Москва. Психо» (театр «Школа сучасної п'єси», реж. Андрій Жолдак)[12]

## Фільмографія

### Акторські роботи
1. 1970 — Вас викликає Таймир — Дуня Бабуріна, внучка (вокал — Ніна  Бродська)
2. 1971 — Співай пісню, поете... — Дівчина на поромі
3. 1973 — Велика перерва — дівчина з книгою в бібліотеці (в титрах не вказана)
4. 1973 — Призначення (телефільм) — Маша
5. 1974 — Романс про закоханих — Таня (вокал — Зоя Харабадзе), головна роль
6. 1976 — Вишневий сад (фільм-спектакль) — Аня
7. 1976 — Вічно живі (фільм-спектакль) — Люба
8. 1976 — Сентиментальний роман — Зоя-маленька, головна роль
9. 1977 — Ася — Ася, головна роль
10. 1977 — Між небом і землею (телеспектакль) — дівчина в аеропорту
11. 1977 — Чао! (телеспектакль) — Софі Куфисель, головна роль
12. 1978 — Сибіріада — Тая Соломіна в 40-ві роки
13. 1978 — Ярославна, королева Франції — Анна Ярославна, головна роль
14. 1979 — Екіпаж — Нонна, коханка Скворцова
15. 1979 — Той самий Мюнхгаузен — Марта
16. 1979 — Сватання гусара — Єлизавета Потаповна Лоскуткова (вокал — Наталя Овчарова), головна роль
17. 1979 — Цезар і Клеопатра (фільм-спектакль) — Клеопатра, головна роль
18. 1979 — Ранковий обхід — Аля, головна роль
19. 1980 — Глибокі родичі (Одеська кіностудія) — Віра
20. 1980 — Ідеальний чоловік — міс Мейбл Чилтерн, сестра Роберта
21. 1980 — Таємниця Едвіна Друда (телеспектакль) — міс Роза Буттон
22. 1981 — Ленін у Парижі — співачка (вокал — Каролін Клер/Caroline Clerc)
23. 1981 — Яблуко на долоні (кіностудія ім. Довженка) — Віра, головна роль
24. 1982 — Піклувальники (телеспектакль) — Ірина Лавровна
25. 1982 — Покровські ворота — Людочка, кохана Хоботова
26. 1982 — Інспектор Лосєв (кіностудія ім. Довженка) — лейтенант міліції Олена Златова, головна роль
27. 1984 — Коханці Марії /Maria's Lovers — Віра
28. 1989 — Гомер і Едді /Homer and Eddie — эпизод
29. 1989 — Комедія про Лісістрату — Лісістрата, головна роль
30. 1990 — Чернов/Chernov — Олена Труханович, подруга Арнольда
31. 1990 — Пастка для самотнього чоловіка — мадемуазель Івон Верто, медсестра
32. 1991 — Анна Карамазофф — дама на похоронах
33. 1993 — В'язень часу /Prisoner of Time — Христина Марр, головна роль
34. 1994 — Каштанка (короткометражка, прем'єра — у 1994), головна роль
35. 1994 — Чарівність диявола — епізод
36. 1997 — День повні — Зоя
37. 1998 — Дзенбоксінг
38. 1998 — Ноктюрн Шопена (короткометражний фільм)
39. 1998 — Кому я винен — всім прощаю — дружина Саші
40. 1999 — Люся і Гриша (к/м)
41. 1999 — З новим щастям! (серіал) — Лора
42. 2001 — Північне сяйво — мати Ані
43. 2001 — З новим щастям!-2. Поцілунок на морозі (серіал) — Лора
44. 2002 — Кодекс честі (телесеріал, фільм 1) — Ольга, дружина Назарова
45. 2002 — Окуляри (короткометражний фильм)
46. 2003 — Чисті Ключі (телесеріал) — Поліна
47. 2003 — Стилет (телесеріал) — Римма
48. 2003 — Люди і тіні-2. Оптичний обман (телесеріал) — Римма
49. 2003 — Російські амазонки-2 (телесеріал) — Марина
50. 2004 — Конвалія срібляста-2 (10 серия) «Лінкольн і льодоруб» (телесеріал) — Кира
51. 2004 — Шпигунські ігри (фільм 1) «Нелегал»
52. 2006 — Сестри по крові (т/с, Україна, Росія) — Амалія Станіславівна Гжегоржевська, фінансовий директор фірми
53. 2006 — 1-й Скорий — Людочка
54. 2006 — Мертвий. Живий. Небезпечний (телесеріал, Україна) — Ольга Леонардівна, завідувачка бібліотеки
55. 2007 — Рік золотої рибки (Україна, Росія) — Аліна Михайлівна, мати Асі
56. 2007 — Терміново в номер (фільм 2) «Портрет невідомого» (телесеріал) — 'Красильникова
57. 2008 — Шпигунські ігри (фільм 10) «Приватний візит»
58. 2009 — Троянди для Ельзи — мати Тані
59. 2009 — Подія — Євгенія Василівна
60. 2010 — Заметіль — Людмила Іванівна
61. 2011 — Борис Годунов — мати сімейства (народ: інтелігентна сім'я)
62. 2012 — Камінь — Кира
63. 2013 — Репетиції — Поліна Сергіївна, агент Градського
64. 2013 — Подвійне життя (10-я серія, епізод; Україна) — мати Ніни
65. 2013 — Я залишаю вам любов (телесеріал) — Марина Володимирівна
66. 2014 — Безсоння — Олександра Альохіна, власник банку
67. 2014 — Лікарка (т/с) — мати Каті Захарової
68. 2014 — Ленінград 46 (т/с) — Ніна Преображенська
69. 2014 — Любити не можна ненавидіти (т/с) — Надія Андріївна, мати Аліни
70. 2014 — Слабка жінка (т/с) — Тамара Василівна
71. 2015 — Її звали Муму — мати Гриші
72. 2017 — Відмінниця (т/с) — Віра Шведова, мати Олега
73. 2018 — Канікули президента — Наталія Петрівна, мати Зіни
74. 2018 — Літо — жінка в червоному
75. 2018 — Ван Гоги — Ірина
76. 2018 — Зворотний бік кохання — Тамара Гаврилівна Жданова, мати Михайла та ін.
77. 2018 — Готель «Толедо» — Стоговська
78. 2020 — Мертві душі (мінісеріал) — Настасья Петрівна Коробочка
79. 2020 — Лікар Ліза — «Волочкова», пацієнт лікаря Лізи
80. 2020 — Шуша (т/с) — Аглая Альбертівна Ладиніна
81. 2020 — Рідна мачуха (т/с)
82. 2022 — Монастир (т/с) — бабуся Марії

### Озвучування
1. 1978 — Любов моя, печаль моя — Ширин (роль Алли Сигалової)
2. 1980 — Фантазія на тему любові — Настя Єрмолаєва (роль Ірини Скобелєвої)
3. 1981 — Здоровань/ рос. Крепыш — голос конячки Жизелі
4. 1982 — Польоти уві сні та наяву — Аліса (роль Олени Костіної)

### Режисер-постановник і сценарист
- 1998 — Ноктюрн Шопена (к/м)
- 1999 — Люся і Гриша (к/м)
- Також брала участь в ряді документальних фільмів («Алексей Коренев. Незнакомый режиссёр знакомых фильмов» (2012, пам'яті її батька і кінорежисера) та ін.).

## Громадська діяльність
- У березні 2014 року разом з понад 200 іншими російськими кінематографістами акторка підписалась під зверненням до українських колег зі словами підтримки і запевненнями, що вони не вірять офіційній пропаганді Кремля, яку поширюють провладні ЗМІ та проти російської військової інтервенції в Україну[13].
- У 2017-му на премії «Ніка» виступила на підтримку незаконно ув'язненого у Росії українського режисера Олега Сенцова[14].
- У 2022 році виступила проти повтомасштабного вторгнення РФ в Україну[15].

## Друковані книги (російською)
- Коренева Е. Идиотка: Роман-биография. М.: издательство АСТ, 2003, — 536 с. — ISBN 5-17-010878-8; 2-е изд.: М.: издательство Астрель; издательство АСТ, 2007. — 592 с. — ISBN 978-5-17-045087-9, ISBN 978-5-271-17445-2
- Коренева Е. Нет-ленка: Биографическая проза. М.: Астрель; АСТ, 2004. — 416 с. — ISBN 5-17-023064-8, ISBN 5-271-08421-3; 2-е изд.: М.: Астрель; АСТ, 2007. — 478 с. — ISBN 5-17-023064-8, ISBN 5-271-08421-3
- Коренева Е. Твари творчества. М.: Астрель; АСТ, [ 2009 ] 2010. — 352 с. — ISBN 978-5-17-050224-0, ISBN 978-5-271-24984-6